# Crassula kirkii
Crassula kirkii ist eine Pflanzenart der Gattung Dickblatt (Crassula) in der Familie der Dickblattgewächse (Crassulaceae). 

## Beschreibung
Crassula kirkii ist eine kleine, dichte Polster bildende, krautige Pflanze, die Wuchshöhen von bis zu 8 Zentimeter erreicht. Die mehr oder weniger dünnen Triebe sind aufrecht oder niederliegend, fadenförmig und nur spärlich verzweigt. Ihre Internodien sind 5 bis 10 Millimeter voneinander entfernt. Die Laubblätter sind fleischig. Ihre sehr schmale längliche Blattspreite ist 2 bis 3,5 Millimeter lang. Ihre Spitze ist stumpf und trägt ein aufgesetztes Spitzchen.
Die vierzähligen Blüten weisen einen Durchmesser von 1,5 bis 1,75 Millimeter  auf und stehen an einem 1 Millimeter langen Blütenstiel. Ihr Kelch ist winzig. Die breit eiförmigen bis eiförmig länglichen Kelchblätter sind stumpf. Ihre Kronblätter sind so lang wie die Kelchblätter oder etwas länger. Sie sind breit länglich und stumpf. Je Fruchtblatt werden zwei bis vier Samen ausgebildet.
Die Chromosomenzahl beträgt 2n = ca. 84.

## Systematik und Verbreitung
Crassula kirkii ist in Neuseeland im Norden der Küste der Cookstraße verbreitet.
Die Erstbeschreibung als Tillaea kirkii durch Harry Howard Barton Allan wurde 1961 veröffentlicht. Anthony Peter Druce und David Roger Given stellten die Art 1984 in die Gattung Crassula.
Synonyme sind Tillaea diffusa Kirk (1892, nom. illeg. ICBN-Artikel 53.1) und Crassula diffusa (Kirk) Cockayne (1909, nom. illeg. ICBN-Artikel 53.1).

## Nachweise